# سيبيتشي
سِبِتْشَة أو (نقحرة: سيبيتشي) (بالإسبانية: Ceviche) وأصلها كلمة سكباج العربية هو طبق بحري يُصنع نمطياً من سمك نيء مجفف في العصائر الحمضية، مثل الليمون واللَّيم، ومُبَهَّرة بالآجي والفلفل الحار أو أية منكهات أخرى بما فيها البصل المقطع والملح والكزبرة. وبما أن الطبق لا يُطبخ على النار، فيجب أن يُحَضَّر الطبق ويُستهلك طازجاً لتقليل خطر التسمم الغذائي.  وفي العادة، يكون إلى جانب طبق السِبِتتشة أطباقٌ أخرى تُعَدُّ مُكَمِّلَةً له بالنَّكهة، مثل البطاطا الحلوة أو الخس أو الذرة أو الأفوكاته أو موز الجنة. هذا الطبق مشهور في مناطق سواحل أمريكا اللاتينية المطلة على المحيط الهادئ. وعلى الرغم من أن الطبق في أصله محل نقاش، فإنه في البيرو يُعَدُّ طَبَقَاً وَطَنيا .
وعلى الرغم أنّ بعض السجلات الأثرية تقترح وجود شيئاً يُشابه السِبِتتشة كان قد استُهلك في البيرو قرابة ألفي سنة سابقة، فإنَّ بعض المؤرخين يعتقدون أن سلف هذا الطبق كان قد جُلب عن طريق امرأة مسلمةٍ من غرناطة؛ حيث قدمت تلك المرأة مع حملات الغزاة والمستعمرين الأوروبيين، وقد تطور ذلك الطبق إلى ما أصبح يُعرف اليوم بالسِبِتتشة.  الطّباخ البيروفي غاستون أكويرو يشرح أن المكانة المسيطرة لليما؛ حيث كانت ولمدة أربعة قرون عاصمة لنيابة الملك في البيرو، قد سمحت للأطباق الشعبية مثل السِبِتتشة أن ينتشر في المستعمرات الإسبانية الأخؤى في الأقليم، وفي الوقت الذي تصبح فيه تلك الأطباق جزءاً من المطبخ المحلي، فإنها تندمج بالنكهة والشكل المحليين.
والآن فإن السِبِتتشة يُعد طبقاً شعبيا عالميا يُحضر بطرق متنوعة في الأمريكيتين؛ إذ وصلت الطبق إلى الولايات المتحدة في ثمانينيات القرن العشرين. ويكثر التنوع الأعظم لهذا الطبق في كل من الإكوادور وكولومبيا وتشيلي والبيرو، ولكن هناك أشكال أخرى الطبق يُمكن أن تُرى في سواحل الهندوراس، والسلفادور وبيلز وغواتيمالا والولايات المتحدة والمكسيك وبنما، ودول أخرى.

## معرض صور

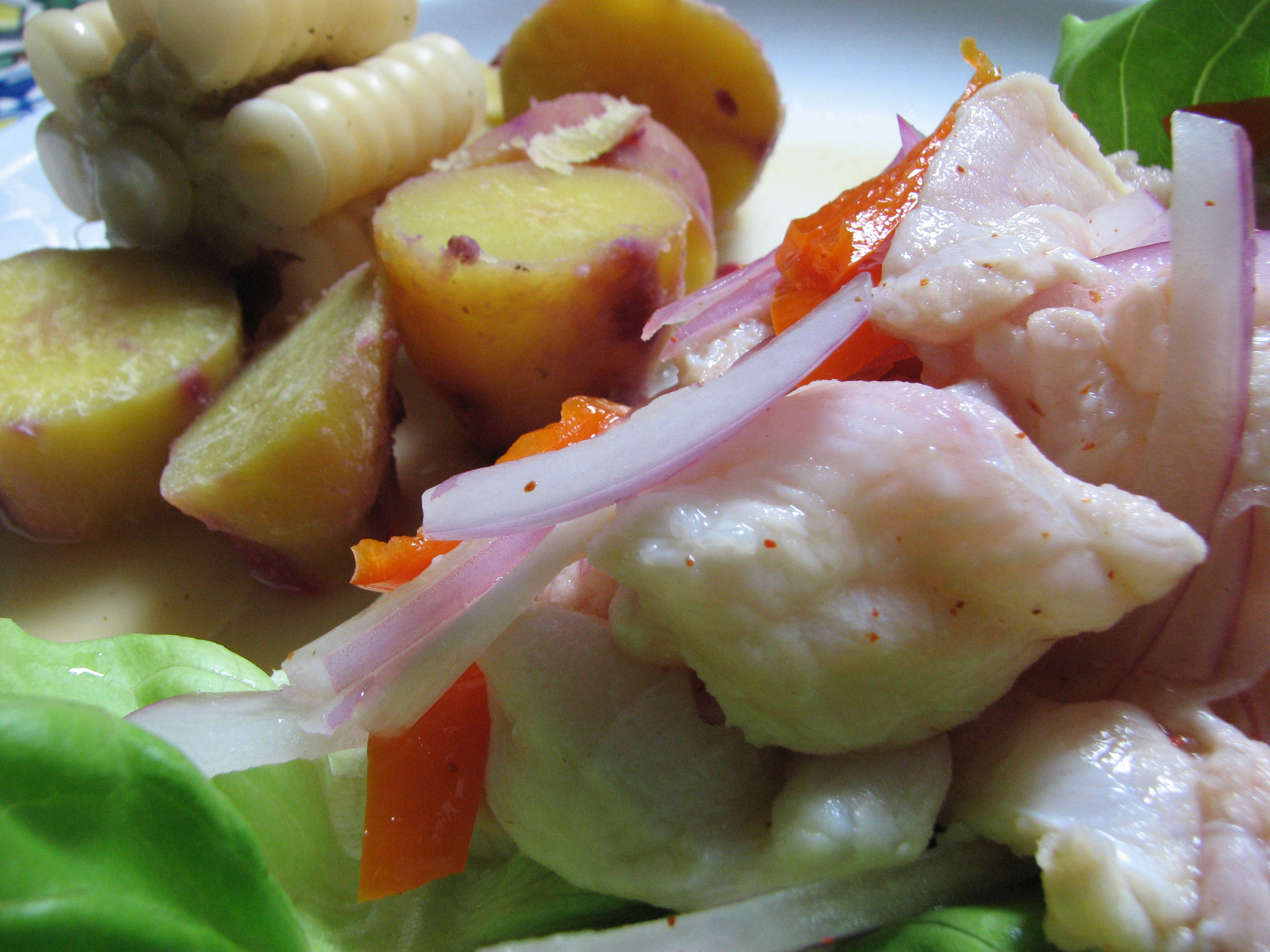
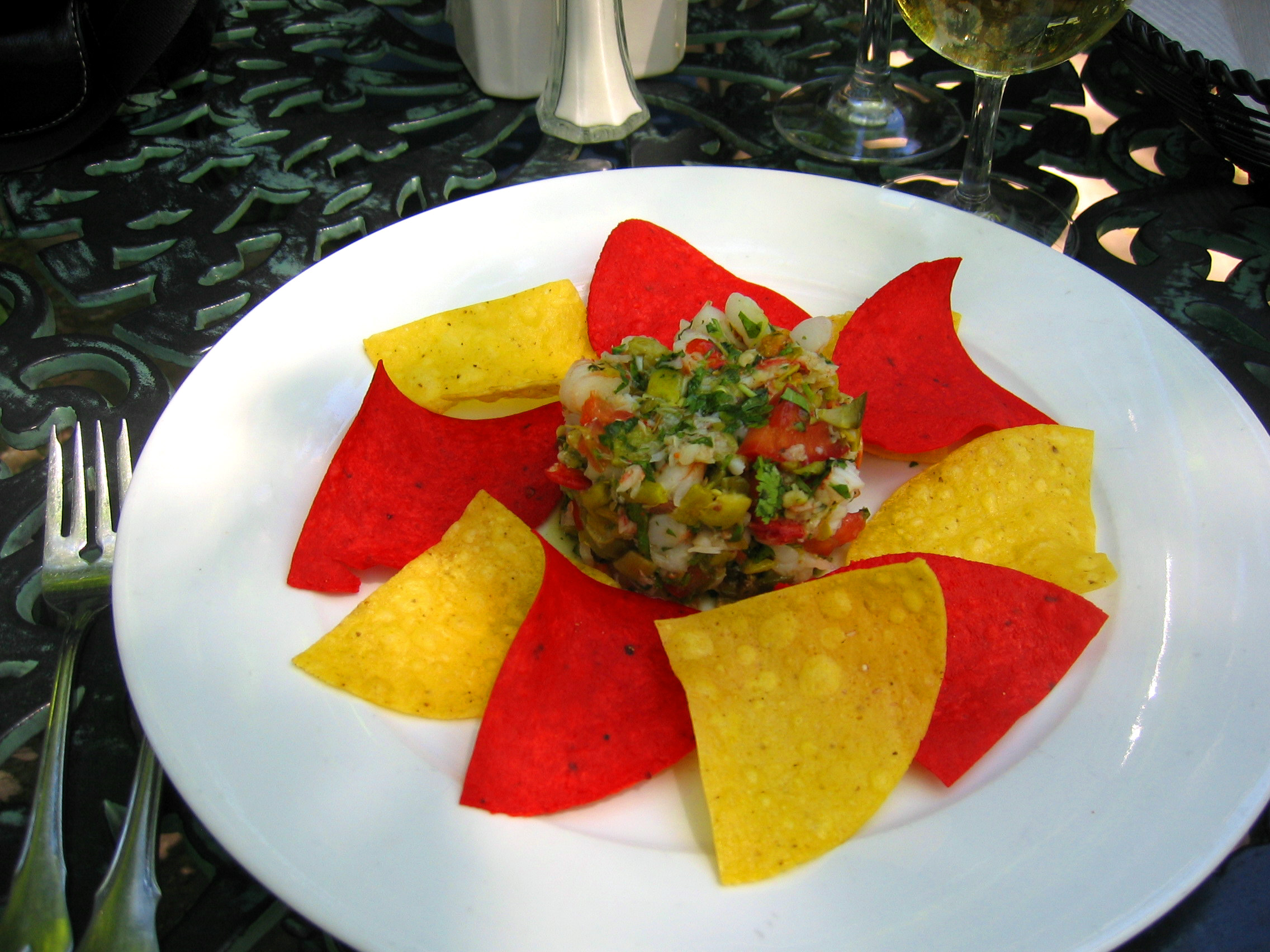
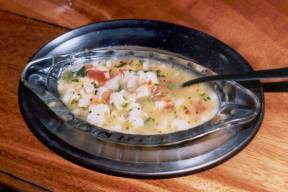
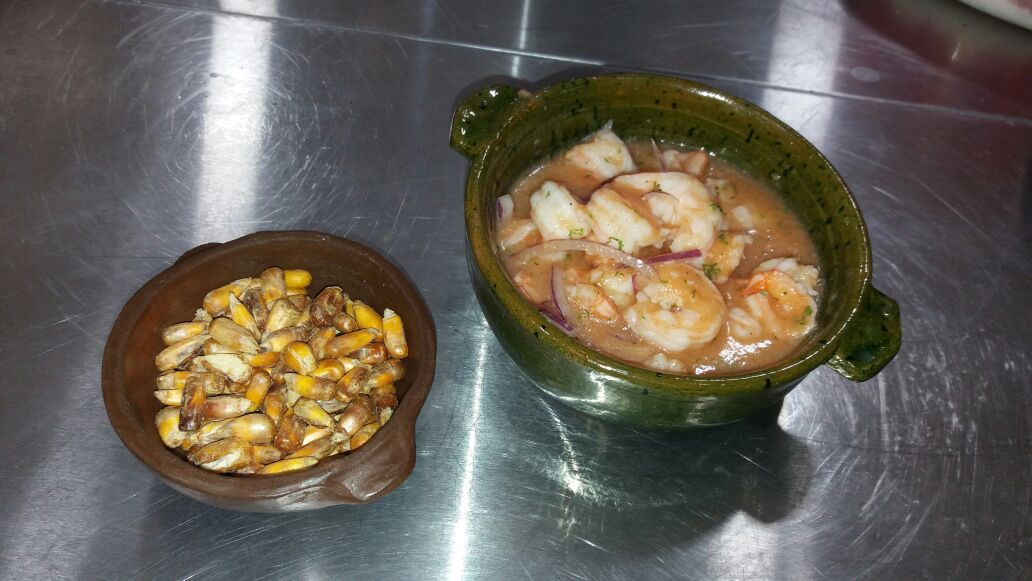
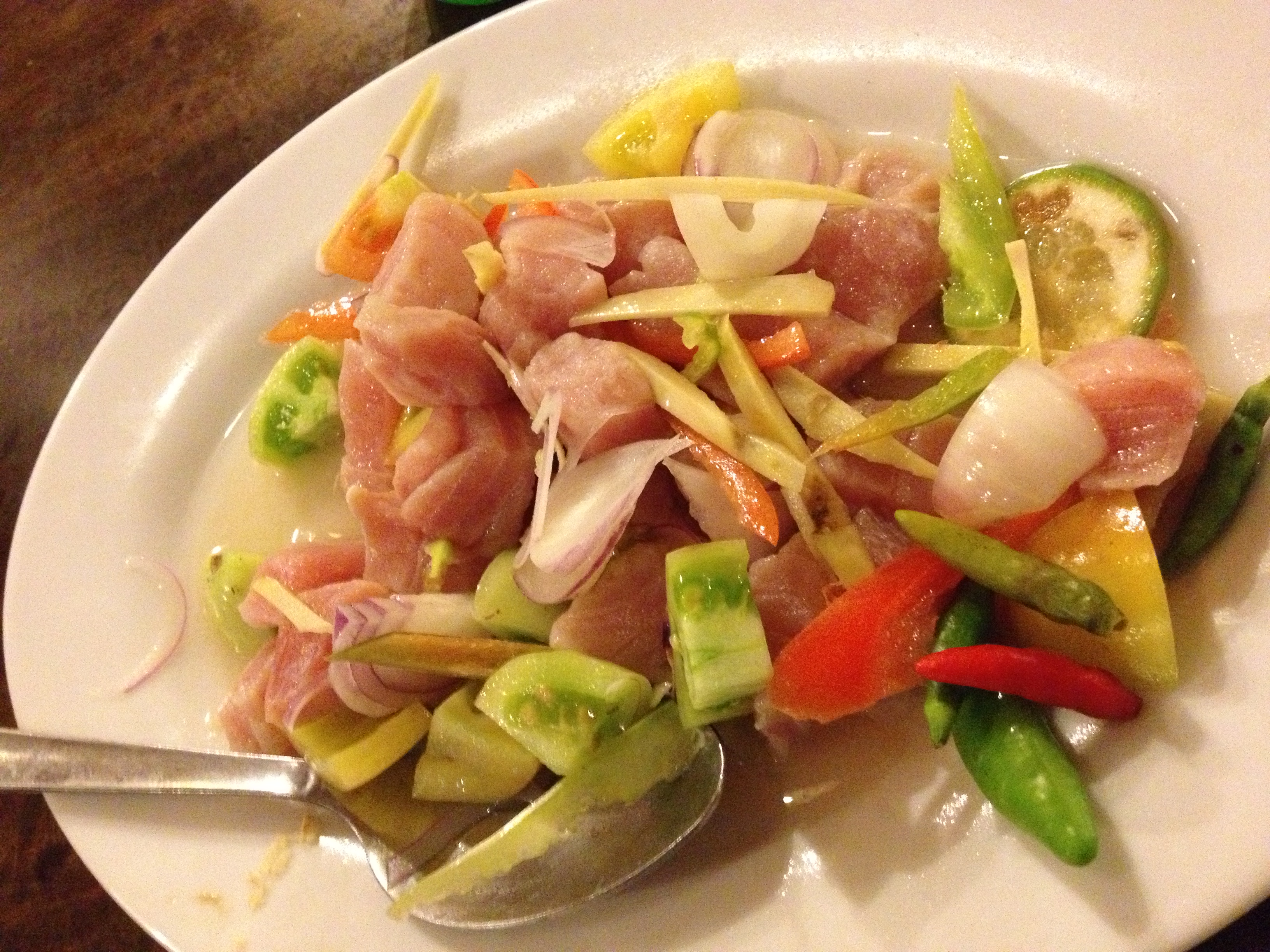